# Alexander Kačaniklić
Alexander Kačaniklić, (uttal /kaˈt͡ʃaːnɪklit͡ʂ/), (serbiska: Александар Качaниклић, född 13 augusti 1991 i Helsingborg, Sverige, är en svensk före detta fotbollsspelare med serbiskt påbrå.
den 1 mars 2025 meddelade Alexander Kacaniklic att han avslutar fotbollskarriären

## Klubbkarriär

### Ungdomskarriär
Kačaniklić spelade för Nyvångs GIF och Åstorps FF innan han som tioåring gick till Helsingborgs IF. Som 15-åring kontrakterades han sommaren 2007 av Liverpool. Här fick han bra kritik för sitt spel i och med orden "en underbar insats" efter finalen av FA Youth Cup mot Arsenals juniorlag 2008/2009. Dock ansågs Kačaniklićs utveckling inte gå riktigt åt det håll klubben ville, och tillsammans med Lauri Dalla Valle gick han i augusti 2010 till Fulham som en del av en affär där Fulhams Paul Konchesky köptes av Liverpool.

### Fulham
Efter nästan två år i Fulhams reservlag var Kačaniklić med i Fulhams trupp som avbytare mot Sunderland den 19 november 2011.

#### Kort lånesejour i Watford
I januari 2012 blev Kačaniklić utlånad till Football League Championship-klubben Watford på ett kontrakt som skulle gälla för resten av säsongen. Han gjorde sin debut redan dagen efter affären, i en bortavinst över Millwall med 2-0. Den unge svensken gjorde sedan sitt första mål i en hemmavinst med 3–2 över Burnley den 3 mars. Efter att ha imponerat i matcherna med Watford återkallades Kačaniklić den 27 mars av Fulham.

#### Tillbaka i Fulham
Väl tillbaka i Fulham fick Kačaniklić göra sin riktiga debut för klubben den 30 mars 2012 när han i den 35:e minuten byttes in mot skadade Pavel Pogrebnyak. På presskonferensen efter matchen fick skåningen beröm av tränaren Martin Jol och en vecka senare gjorde han sin första match från start för Fulham; detta i en bortamatch mot Bolton Wanderers den 7 april som vanns med 3–0 och där Kačaniklić fick 88 minuters speltid. Kort innan matchen hade Jol meddelat att Fulham skulle erbjuda Kačaniklić ett nytt kontrakt.

#### Utlånad på nytt - nu till Burnley
I mars 2013 lånades Kačaniklić ut till Championship-klubben Burnley för resten av säsongen men han återkallades även denna gång: nu redan efter sju veckor, i mitten på april. I Burnley hade han gjort sin första match den 2 mars, och gått direkt in i startelvan mot Charlton, innan han ens hunnit träna med laget. Totalt gjorde svensken sex matcher för klubben.

#### FC Köpenhamn-lån
Speltiden i Fulham blev dock fortsatt begränsad för Kačaniklić och 1 september 2014 lånades han ut till danska FC Köpenhamn. Den 27 september gjorde han sitt första mål i tävlingssammanhang för klubben, i en 1–1-match mot SønderjyskE.

#### Åter i Fulhams dress
Lånet med Köpenhamn avslutades 15 december 2014 varpå svensken återvände till Fulham.

### Tillbaka i Sverige - till Hammarby IF
Efter en knapp månads ryktesspridning presenterades Kačaniklić till slut för Hammarby IF i februari 2019. Hammarby blev därmed den första seniorklubb han representerade i Sverige efter ha lämnat landet vid 15 års ålder för att bli ungdomsproffs.

### Hajduk Split
Den 15 februari 2021 värvades Kačaniklić av kroatiska Hajduk Split, där han skrev på ett 3,5-årskontrakt.

## Landslagskarriär
Kačaniklić spelade sammanlagt åtta matcher för U17- och nio för U19-landslaget med 1 gjort mål för vardera lagen.
Kačaniklić blev för första gången uttagen till Sveriges A-landslag inför matchen mot Brasilien på Råsunda 15 augusti 2012, den sista landskampen på arenan innan den revs.
Han fick hoppa in i den 64:e minuten i en match som Brasilien vann med 3 mål mot 0. I sin andra match, mot Färöarna i VM-kvalet 12 oktober 2012, hoppade Kačaniklić åter in och med sin första bolltouch kvitterade han till 1-1. Matchen slutade sedan 2-1 till Sverige efter mål av Zlatan Ibrahimović. Den 16 oktober 2012, när Sverige mötte Tyskland i Berlin i VM-kvalet, byttes Kačaniklić in i halvtid i ställningen 3-0 till Tyskland. Matchen, som i efterspelet kom att kallas "Bragden i Berlin", slutade till sist 4-4 efter bland annat en målpass från Kačaniklić som fick mycket beröm i media för sin insats. Kačaniklić blev "Man Of The Match" den 3 juni 2013 då Sverige mötte Makedonien i en vänskapsmatch då han gjort ett nickmål.    
Den 9 december 2019 blev Kačaniklić uttagen i januariturnén i Qatar med det svenska landslaget där man ska möta Moldavien & Kosovo i två träningsmatcher.